# Одержання сполук сірки з відходів вуглезбагачення
Одержання сполук сірки з відходів вуглезбагачення.
Сірка у вугіллі, як відомо, негативний впливає на хід процесів пере-робки і спалювання, економіку і якість продукції, а також є причиною підвищеної корозії обладнання і забруднення повітряного басейну. Із загальної кількості сірки, що міститься у видобутому вугіллі, використовується тільки 0,4 решта викидається у відвали і атмосферу, тобто втрачається хімічна сировина і одночасно сірка наносить шкоду навколишньому середовищу. Але сірку можна повністю або частково вилучати на стадії підготовки вугілля до спалювання (збагачення, газифікація) або вловлювати з димових газів.
На деяких збагачувальних фабриках отримують кондиційний вугіль-ний колчедан для виробництва сірчаної кислоти. Особливості мінерального складу високо-сірчистих відходів вуглезбагачення дозволяють в технічному відношенні розглядати їх як реальне сировинне джерело для переробки з метою отримання елементарної сірки. При цьому повністю використовується вугілля, яке міститься у відходах. З піриту центрального району Донбасу в процесі виробництва сірчаної кислоти можна також вилучати ртуть.